# Jennifer Ellison
Jennifer Ellison (ur. 30 maja 1983 r. w Liverpoolu) – brytyjska aktorka, modelka i piosenkarka.

## Filmografia
- 2008 – Zarżnięci żywcem (The Cottage)
- 2007 – Liverpool Nativity
- 2004 – Upiór w operze (The Phantom of the Opera)
- 1998-2003 – Brookside

## Dyskografia
- Single:
  - 2004 – "Bye Bye Boy"
  - 2003 – "Baby I Don't Care"